# One Clear Voice
One Clear Voice è il quinto album in studio da solista del cantante statunitense Peter Cetera, pubblicato nel 1995.

## Tracce
1. The End of Camelot – 4:19
2. Faithfully – 3:21
3. (I Wanna Take) Forever Tonight (con Crystal Bernard) – 4:36
4. Apple of Your Daddy's Eye – 4:05
5. One Clear Voice – 3:47
6. Wanna Be There – 3:28
7. The Lucky Ones – 3:27
8. Still Getting Over You – 4:15
9. S.O.S. (con Ronna Reeves) – 4:13
10. And I Think of You – 3:36
11. Happy Man – 4:36